# Лавриненко Олександр Петрович
Олекса́ндр Петро́вич Лаврине́нко — український військовик, полковник Збройних сил України, учасник російсько-української війни.
У 2016—2017 роках — заступник командира, а з 2017 року — командир 40-ї окремої артилерійської бригади.

## Нагороди
За особистий внесок у зміцнення обороноздатності Української держави, мужність, самовідданість і високий професіоналізм, виявлені під час виконання військового обов'язку, та з нагоди Дня Збройних Сил України нагороджений орденом Богдана Хмельницького III ступеня (2.12.2016).